# Pretty Tied Up
Pretty Tied Up – piosenka hardrockowej grupy Guns N’ Roses. Została napisana przez grającego na gitarze rytmicznej Izzyego Stradlina, zawarto ją na wydanym w 1991 roku albumie Use Your Illusion II. Utwór rozpoczyna się od dźwięków sitaru elektrycznego.
Utwór ten był bardzo lubiany przez publiczność podczas Use Your Illusion Tour, wersja koncertowa została zawarta na płycie Live Era ’87–’93.